# Oscaruddelingen 1986
Oscaruddelingen 1986 var den 58. oscaruddeling, hvor de bedste film fra 1985 blev hædret af Academy of Motion Picture Arts and Sciences. Uddelingen blev afholdt 25. marts 1985 i Dorothy Chandler Pavilion i Los Angeles, Californien, USA. Værterne var Alan Alda, Jane Fonda og Robin Williams.

## Vindere og nominerede
Vindere står øverst, er skrevet i fed.
| Bedste film - Mit Afrika – Sydney Pollack, producer - Farven lilla – Steven Spielberg, Kathleen Kennedy, Frank Marshall og Quincy Jones, producere - Edderkoppekvindens kys – David Weisman, producer - Familiens ære – John Foreman, producer - Vidnet – Edward S. Feldman, producer | Bedste instruktør - Sydney Pollack – Mit Afrika - Héctor Babenco – Edderkoppekvindens kys - John Huston – Familiens ære - Akira Kurosawa – Ran - Peter Weir – Vidnet |
| Bedste mandlige hovedrolle | Bedste kvindelige hovedrolle |
| - William Hurt – Edderkoppekvindens kys som Luis Molina - Harrison Ford – Vidnet som Detective Captain John Book - James Garner – Murphy, dit hjerte er i fare som Murphy Jones - Jack Nicholson – Familiens ære som Charley Partanna - Jon Voight – Runaway Train - Flugtekspressen som Oscar "Manny" Manheim | - Geraldine Page – The Trip to Bountiful som Carrie Watts - Anne Bancroft – Agnes of God - Vorherres egen Agnes som Miriam Ruth - Whoopi Goldberg – Farven lilla som Celie Harris Johnson - Jessica Lange – Sweet Dreams som Patsy Cline - Meryl Streep – Mit Afrika som Karen Blixen |
| Bedste mandlige birolle | Bedste kvindelige birolle |
| - Don Ameche – Cocoon som Arthur Selwyn - Klaus Maria Brandauer – Mit Afrika som Baron Bror von Blixen-Finecke - William Hickey – Familiens ære som Don Corrado Prizzi - Robert Loggia – Kniven er det eneste vidne som Sam Ransom - Eric Roberts – Runaway Train - Flugtekspressen som Buck | - Anjelica Huston – Familiens ære som Maerose Prizzi - Margaret Avery – Farven lilla som Shug Avery - Amy Madigan – Alle gode gange to som Sunny Sobel - Meg Tilly – Agnes of God - Vorherres egen Agnes som Sister Agnes - Oprah Winfrey – Farven lilla som Sofia Johnson |
| Bedste originale manuskript | Bedste manuskript baseret på materiale fra et andet medie |
| - Vidnet – Manuskript af Earl W. Wallace og William Kelley; Historie af William Kelley, Pamela Wallace og Earl W. Wallace - Tilbage til fremtiden – Robert Zemeckis og Bob Gale - Brazil – Terry Gilliam, Tom Stoppard og Charles McKeown - La historia oficial – Luis Puenzo og Aída Bortnik - Den røde rose fra Cairo – Woody Allen | - Mit Afrika – Kurt Luedtke baseret på Mit Afrika af Isak Dinesen og bøgerne Silence Will Speak af Errol Trzebinski og Isak Dinesen: The Life of a Storyteller af Judith Thurman - Farven lilla – Menno Meyjes baseret på romanen af Alice Walker - Edderkoppekvindens kys – Leonard Schrader baseret på romanen af Manuel Puig - Familiens ære – Richard Condon og Janet Roach baseret på romanen af Richard Condon - The Trip to Bountiful – Horton Foote baseret på hans telespil |
| Bedste fremmedsprogede film | Bedste dokumentar |
| - La historia oficial (Argentina) – Luis Puenzo - Bitter høst (Vesttyskland) – Agnieszka Holland - Magt og ære (Ungarn) – István Szabó - Tre mand frem for en baby (Frankrig) – Coline Serreau - Malik - far er på forretningsrejse (Jugoslavien) – Emir Kusturica | - Broken Rainbow – Maria Florio og Victoria Mudd - Las madres de la Plaza de Mayo – Susana Muñoz og Lourdes Portillo - Soldiers in Hiding – Japhet Asher - The Statue of Liberty – Ken Burns og Buddy Squires - Unfinished Business – Steven Okazaki |
| Bedste korte dokumentar | Bedste kortfilm |
| - Witness to War: Dr. Charlie Clements – David Goodman - The Courage to Care – Robert H. Gardner - Keats and His Nightingale: A Blind Date – Michael Crowley og James Wolpaw - Making Overtures: The Story of a Community Orchestra – Barbara Willis Sweete - The Wizard of the Strings – Alan Edelstein | - Molly's Pilgrim – Jeffrey D. Brown og Chris Pelzer - Graffiti – Dianna Costello - Rainbow War – Bob Rogers |
| Bedste korte animationsfilm | Bedste originale musik |
| - Anna & Bella – Cilia van Dijk - The Big Snit – Richard Condie and Michael J. F. Scott - Second Class Mail – Alison Snowden | - Mit Afrika – John Barry - Agnes of God - Vorherres egen Agnes – Georges Delerue - Farven lilla – Quincy Jones, Jeremy Lubbock, Rod Temperton, Caiphus Semenya, Andraé Crouch, Chris Boardman, Jorge Calandrelli, Joel Rosenbaum, Fred Steiner, Jack Hayes, Jerry Hey og Randy Kerber - Silverado – Bruce Broughton - Vidnet – Maurice Jarre |
| Bedste sang | Bedste redigering af lydeffekter |
| - "Say You, Say Me" fra Hvide nætter – Musik og tekst af Lionel Richie - "Miss Celie's Blues (Sister)" fra Farven lilla – Musik af Quincy Jones og Rod Temperton; Tekst af Quincy Jones, Rod Temperton og Lionel Richie - "The Power of Love" fra Tilbage til fremtiden – Musik af Chris Hayes og Johnny Colla; Tekst af Huey Lewis - "Separate Lives" fraHvide nætter – Musik og tekst Stephen Bishop - "Surprise Surprise" from A Chorus Line – Musik af Marvin Hamlisch; Tekst af Edward Kleban | - Tilbage til fremtiden – Charles L. Campbell og Robert Rutledge - Ladyhawke og lommetyven – Robert G. Henderson og Alan Robert Murray - Rambo: First Blood 2 – Frederick Brown |
| Bedste lyd | Bedste scenografi |
| - Mit Afrika – Chris Jenkins, Gary Alexander, Larry Stensvold og Peter Handford - Tilbage til fremtiden – Bill Varney, B. Tennyson Sebastian II, Robert Thirlwell og William B. Kaplan - A Chorus Line – Donald O. Mitchell, Michael Minkler, Gerry Humphreys og Christopher Newman - Ladyhawke og lommetyven – Les Fresholtz, Dick Alexander, Vern Poore og Bud Alper - Silverado – Donald O. Mitchell, Rick Kline, Kevin O'Connell og David M. Ronne                                             | - Mit Afrika – Stephen B. Grimes og Josie MacAvin - Brazil – Norman Garwood og Maggie Gray - Farven lilla – J. Michael Riva, Robert W. Welch og Linda DeScenna - Ran – Yoshirō Muraki og Shinobu Muraki - Vidnet – Stan Jolley og John H. Anderson |
| Bedste fotografering | Bedste makeup |
| - Mit Afrika – David Watkin - Farven lilla – Allen Daviau - Murphy, dit hjerte er i fare – William A. Fraker - Ran – Takao Saito, Masaharu Ueda and Asakazu Nakai - Vidnet – John Seale | - Masken – Michael Westmore og Zoltan Elek - Farven lilla – Ken Chase - Remo - ubevæbnet og farlig – Carl Fullerton |
| Bedste kostumer | Bedste klipning |
| - Ran – Emi Wada - Farven lilla – Aggie Guerard Rodgers - Natty Gann – Albert Wolsky - Mit Afrika – Milena Canonero - Familiens ære – Donfeld | - Vidnet – Thom Noble - A Chorus Line – John Bloom - Mit Afrika – Fredric Steinkamp, William Steinkamp, Pembroke J. Herring og Sheldon Kahn - Familiens ære – Rudi Fehr og Kaja Fehr - Runaway Train - Flugtekspressen – Henry Richardson |
| Bedste visuelle effekter | |
| - Cocoon – Ken Ralston, Ralph McQuarrie, Scott Farrar og David Berry - Return to Oz – Will Vinton, Ian Wingrove, Zoran Perisic og Michael Lloyd - Frygtens pyramide – Dennis Muren, Kit West, John R. Ellis og David W. Allen | |

### Æres-Oscar
- Paul Newman[2]
- Alex North[3]

### Jean Hersholt Humanitær-Oscar
- Charles "Buddy" Rogers[4]